# Baksei Chamkrong
Baksei Chamkrong (en camboyano: ប្រាសាទបក្សីចាំក្រុង) es un pequeño templo hinduista ubicado en el complejo de Angkor en (Siem Reap, Camboya). Está dedicado a Shiva y solía albergar una imagen de él. Este templo se puede ver en la parte izquierda, cuando se entra a Angkor Thom por la puerta sur. Fue dedicado a Yasovarman por su hijo, el rey Harshavarman I.: 114 : 70, 75   El templo fue finalizado por Rajendravarman II (944-968).

## Nombre
El nombre Baksei Chamkrong significa "El pájaro que cobija bajo sus alas" y tiene su origen en una leyenda. En ella, el rey intentó escapar de Angkor durante un sitio y entonces un pájaro gigante aterrizó y le dio cobijo bajo sus alas.

## Descripción
Este es uno de los primeros templos construidos usando un materiales duraderos como el ladrillo y la laterita y con decoración en arenisca. Originalmente había un cercado de ladrillo que rodeaba la pirámide con un gopuram en la parte este pero se ha perdido casi completamente. El dintel principal de arenisca está decorado con una fina talla de Indra de pie sobre su elefante de tres cabezas Airavata. Unas girnaldas brotan de ambos lados de Indra en el mismo estilo que el resto del monumento. Hay una inscripción en ambos lados de la entrada que hacen referencia a la consagración del templo y alaban a los primeros reyes Jemer desde Jayavarman II en adelante así como a los reyes legendarios anteriores, incluyendo al fundador de la nación, el ermitaño Kambu.
La pirámide mide 27 metros de anchura en la base y 15 en el punto más alto dando una altura total de 13 metros. Cuatro escalinatas coronan el pináculo en cada uno de los puntos cardinales. La torre de ladrillo del santuario, con una base cuadrangular de arenisca de 8 metros se abre hacia el este con las típicas puertas ciegas en los otros lados.

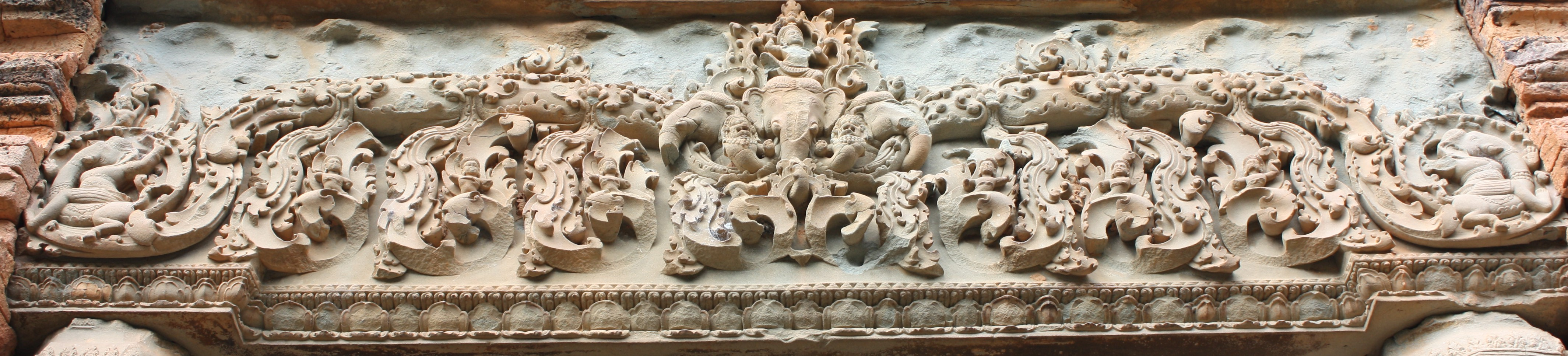
Indra sobre Airavata, con Ganesha montando a ambos lados de la trompa, en Baksei Chamkrong, Siem Reap, Camboya

## Galería

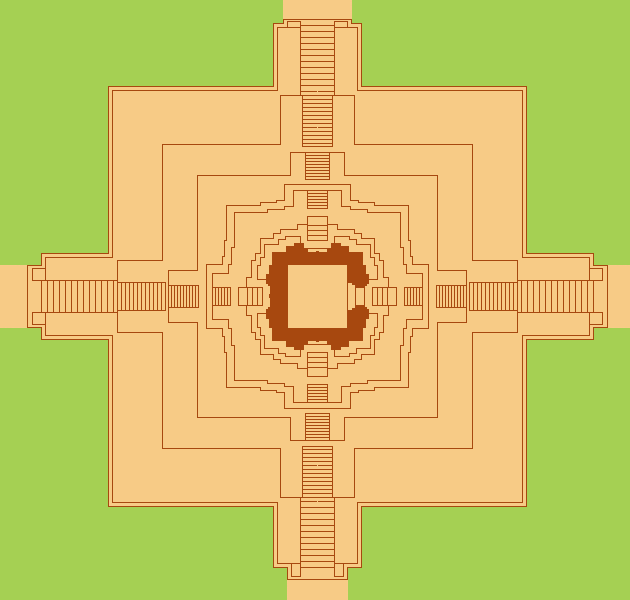
Planta
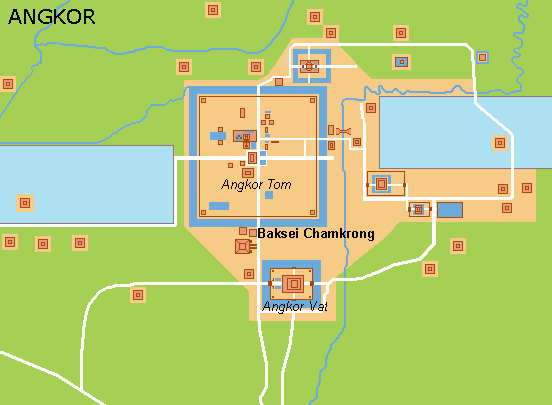
Ubicación en Angkor Thom
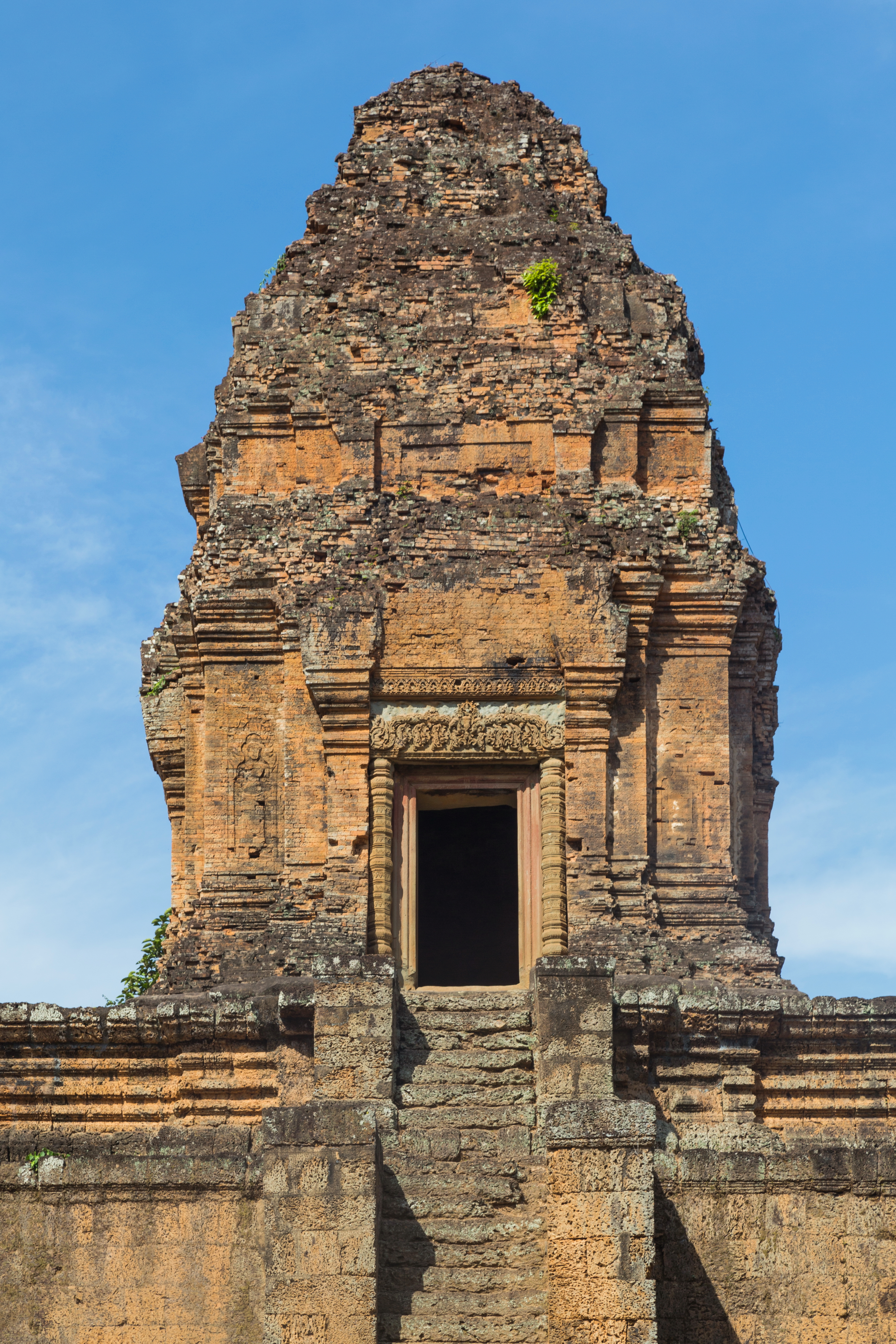
Torre
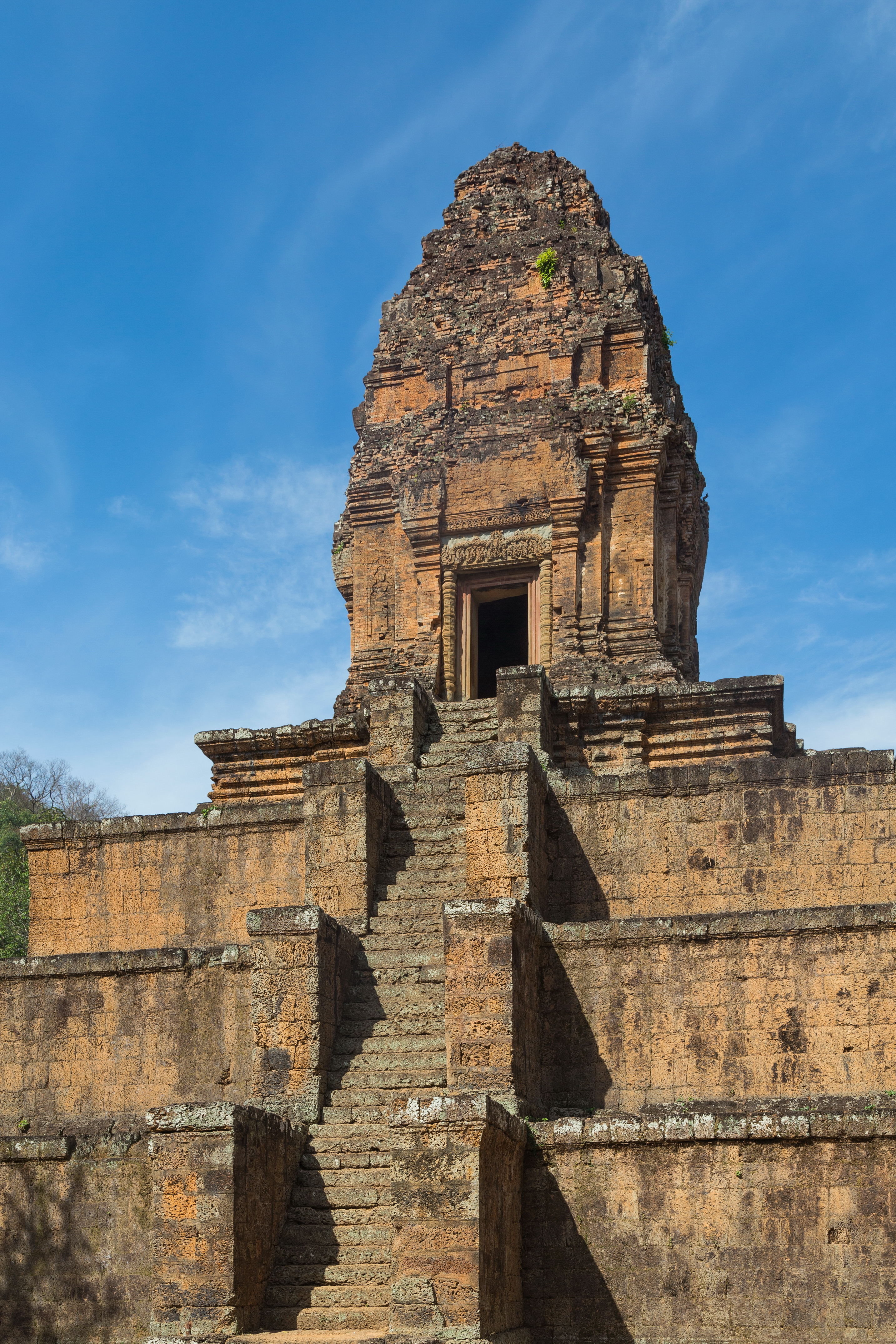
Entrada al templo
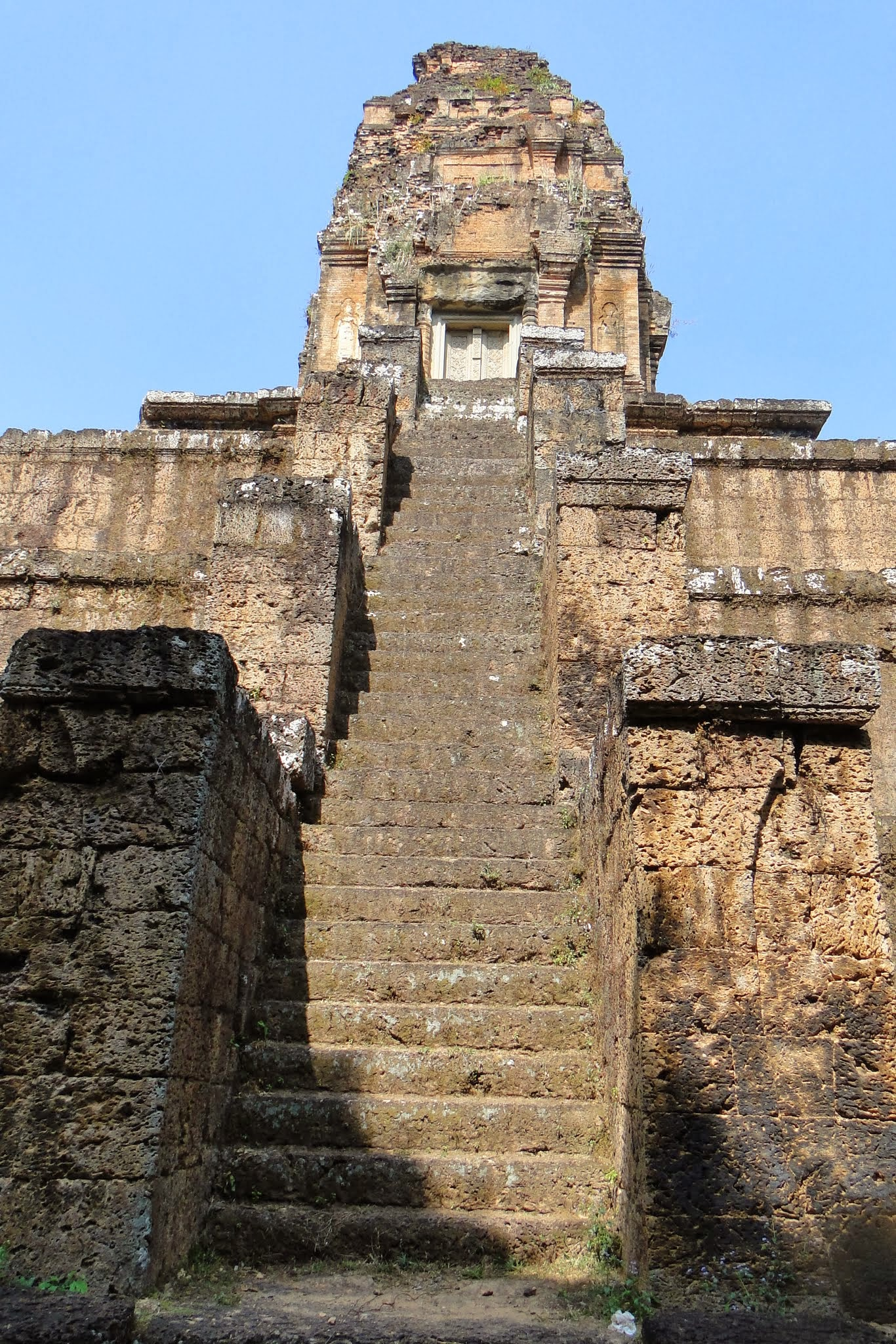
Escalinatas